# Costituzione in giudizio
La costituzione in giudizio è l'atto mediante il quale, in un processo civile, le parti rendono edotto il giudice della lite in corso.

## Descrizione
Nel processo civile ordinario, che si inizia mediante atto di citazione, la costituzione in giudizio dell'attore (colui che agisce) avviene dopo che l'atto di citazione è stato notificato al convenuto, e precisamente nei dieci giorni successivi alla notifica dell'atto di citazione, depositando nella cancelleria del tribunale il proprio fascicolo contenente la citazione notificata, la nota di iscrizione a ruolo ed i documenti che la parte intende utilizzare. L'atto di citazione ha dei requisiti essenziali tra cui dovrà contenere il giorno fissato per l'udienza di prima comparizione e l'invito al convenuto a costituirsi almeno venti giorni prima della udienza di prima comparizione rispettando i termini minimi di comparizione che sono di 90 giorni se il convenuto è residente in Italia.
Il convenuto si costituisce in giudizio depositando il proprio atto difensivo, denominato comparsa di risposta, insieme alla copia notificata dell'atto di citazione ed ai documenti che intende utilizzare.
All'interno della comparsa di risposta il convenuto potrà:
- 1. citare un terzo soggetto al processo
- 2. porre domande riconvenzionali ed eccezioni di rito e di merito.

Nei procedimenti civili che iniziano con ricorso (ad esempio il processo del lavoro) la costituzione in giudizio del convenuto rimane strutturalmente identica, mentre colui che agisce (in questo caso prende il nome di ricorrente) si costituisce in giudizio al momento del deposito del ricorso in cancelleria.
La parte che non si costituisce in giudizio è dichiarata contumace. Nei procedimenti che iniziano con ricorso, poiché come detto la costituzione in giudizio avviene automaticamente col deposito del ricorso, non è configurabile la contumacia del ricorrente.